# Ninür
Ninür es el tercer álbum lanzado por el productor de complextro Aleksander Vinter, y el primero bajo el alias de Savant. El mismo fue lanzado el 11 de noviembre de 2011 por la discográfica Section Z.

## Lista de canciones
| N.º   | Título                             | Duración |  |
| 1.    | «You can Play»                     | 4:09     |  |
| 2.    | «Bach to the Phuture»              | 1:53     |  |
| 3.    | «Ocarine»                          | 3:48     |  |
| 4.    | «Ninür»                            | 4:47     |  |
| 5.    | «The Third Eye»                    | 4:01     |  |
| 6.    | «Gunslinger Jones»                 | 6:10     |  |
| 7.    | «I Want You»                       | 3:38     |  |
| 8.    | «Rabbit Whore» (con Blood Command) | 5:29     |  |
| 9.    | «Rollercoaster»                    | 4:06     |  |
| 10.   | «Holy Ghost»                       | 3:52     |  |
| 11.   | «Make you Dream»                   | 4:04     |  |
| 12.   | «The A Team»                       | 4:54     |  |
| 13.   | «Omni» (con Vinter in Hollywood)   | 7:37     |  |
| 58:23 |                                    |          |  |